# Ruta (Słowenia)
Ruta – wieś w Słowenii, w gminie Lovrenc na Pohorju. W 2018 roku liczyła 92 mieszkańców.